# Seol Ki-hyeon
Seol Ki-hyeon (en hangul, 설기현; en hanja, 薛 琦鉉; nacido el 8 de enero de 1979 en Jeongseon, Gangwon) es un exfutbolista y actual entrenador surcoreano. Jugaba de extremo y su último club fue el Incheon United de Corea del Sur. Actualmente se encuentra sin equipo.

## Selección nacional
Fue internacional con la Selección de fútbol de Corea del Sur; jugó 82 partidos internacionales y anotó 19 goles.

### Participaciones en Copas del Mundo
| Mundial                        | Sede                  | Resultado    |
| ------------------------------ | --------------------- | ------------ |
| Copa Mundial de Fútbol de 2002 | Corea del Sur y Japón | Cuarto lugar |
| Copa Mundial de Fútbol de 2006 | Alemania              | Primera fase |

## Clubes
| Club                    | País           | Año       |
| ----------------------- | -------------- | --------- |
| Royal Antwerp           | Bélgica        | 2000-2001 |
| Anderlecht              | Bélgica        | 2001-2004 |
| Wolverhampton Wanderers | Inglaterra     | 2004-2006 |
| Reading FC              | Inglaterra     | 2006-2007 |
| Fulham FC               | Inglaterra     | 2007-2009 |
| Al-Hilal (cedido)       | Arabia Saudita | 2009      |
| Fulham FC               | Inglaterra     | 2009-2010 |
| Pohang Steelers         | Corea del Sur  | 2010      |
| Ulsan Hyundai           | Corea del Sur  | 2011      |
| Incheon United          | Corea del Sur  | 2012-2015 |

## Palmarés

### Campeonatos nacionales
| Título               | Club       | País    | Año  |
| -------------------- | ---------- | ------- | ---- |
| Supercopa de Bélgica | Anderlecht | Bélgica | 2001 |
| Jupiler League       | Anderlecht | Bélgica | 2004 |